# Даунсайзинг
Даунсайзинг (от англ. downsizing «уменьшение размеров <компаний>; сокращение <аппарата>») — уменьшение размера организации для улучшения её функционирования и снижение затратной части бюджета, главным образом, за счет сокращения кадров; при этом комплекс мероприятий (стратегия) нацелен на эффективность HR-деятельности, преобразование структуры фирмы, изменение ключевых целей и рабочих процессов.

## История возникновения и развития термина
Термин приписывают Стивену Роучу, главному экономисту инвестиционного банка Morgan Stanley. Изначально сокращение задумывалось как инструмент борьбы с бюрократией, разросшейся в крупных американских организациях. Если в 1960–1970-е гг. при проведении даунсайзинга увольняли прежде всего малоквалифицированных работников, то позднее объектом увольнений стали в основном квалифицированные рабочие, менеджеры низового и среднего звеньев. Идею подхватили организации, стремившиеся повысить прибыль за счет сокращения персонала. Во многих подобных случаях доходы корпораций значительно возрастали, в то время как условия для многих работающих семей к лучшему не изменялись или продолжали ухудшаться.
В 1990-х гг. по США прокатилась волна массовых увольнений. Однако результат даунсайзинговых мероприятий оказался неоднозначным: вместо 40 млн старых рабочих мест (которые были сокращены), американские компании создали 70 млн новых. При этом только 35% сокращенных работников находили равнозначные по оплате места, во всех остальных случаях они принимались на работу с более низкой зарплатой, чем раньше. Так, например, в 1995 г. компания Mobil Oil объявила о квартальной прибыли 636 млн дол., на 19% превысившей уровень 1994 г. Mobil побила все предыдущие рекорды по прибыльности в 1995 г. Через неделю компания объявила о повышении выплат дивидендов на 9%, ссылаясь на хороший баланс, продолжающиеся инициативы в отношении затрат и оптимизм по поводу возможностей будущего роста. Одновременно с этим Mobil обнародовала планы увольнения 4700 работников — 9,2% рабочей силы.
Сокращение использовали с таким воодушевлением и пренебрежением к людям, что все, кто с ним столкнулся, стали считать его не более чем циничным приемом. Такое неоправданное корпоративное кровопускание вызвало возмущение общественности и привело к перестройке даунсайзинга. Сегодня он часто именуется «политически корректным» термином — райтсайзинг (от англ. rightsizing «доведение до нужных размеров»). Тем не менее даунсайзинг активно используется как одно из ключевых управленческих изменений.

## Стратегии даунсайзинга
Ряд ученых исходят из того, что даунсайзинг включает в себя следующие стратегии:
- стратегия увольнения;
- стратегия изменения организационной структуры (уменьшение управленческих уровней и (или) бизнес-процессов);
- комплексная стратегия системных изменений, которая состоит из стратегий изменения логистики, маркетинга, отношений со стейкхолдерами.

При этом все три ключевые стратегии могут реализовываться одновременно или последовательно. Каждая из стратегий имеет свои особенности. Например, стратегия увольнений может проводиться мягко (в первую очередь сокращаются вакантные места, персонал заблаговременно предупреждается о проведении сокращения, компания участвует в поиске новой работы для уволенных сотрудников, действуют различные программы по компенсации морального и материального ущерба) или жестко (в стиле классического тейлоризма). Стратегия изменения организационной структуры может включать ликвидацию или реорганизацию филиала, управленческого уровня, подразделения, бизнес-процесса, должностной позиции.

## Изменения в организации, которые влечет даунсайзинг
1. происходит изменение конфигурации организации;
2. возможно преобразование некоторых стратегических, большинства тактических и оперативных целей фирмы;
3. в организации возможно возникновение атмосферы перемен и ожиданий негативных изменений;
4. происходит активизация работы профсоюзной организации (забастовки, пикеты, демонстрации); возникают неформальные группы, состоящие из работников, вероятность увольнения которых особенно высока;
5. в организационных коммуникациях особое место начинают занимать сплетни и слухи;
6. происходят изменения в работе менеджеров с подчиненными — упор делается на социально-психологической стороне работы.

## Альтернативные методы
Исследователи даунсайзинга подчеркивают, что это очень острый, рисковый и травмирующий инструмент менеджмента. Причем, травмирующий для всех сторон: и для тех, кто теряет работу, и для членов их семей, и для менеджеров, которые вынуждены принимать трудные решения.
Подход к персоналу не как рабочей силе, которую нанимают, когда у компании дела идут хорошо, и увольняют, когда они идут плохо, все в большей мере уступает место другому подходу: работники — это ценный человеческий ресурс организации, требующий внимательного и дальновидного обращения. Именно такая установка обусловила поиск менеджментом западных компаний внутрикорпоративных альтернатив даунсайзингу. К числу таких альтернатив, хорошо зарекомендовавших себя в практике менеджмента, можно отнести:
1. редиплоймет (англ. redeployment) — перевод работников после внутрикорпоративной переподготовки на другое рабочее место внутри организации;
2. даунгрейдинг (англ. downgrading) — перевод работников с понижением на другое рабочее место, при сохранении (когда это возможно) прежней заработной платы;
3. воркшеринг (англ. work sharing) — разделение работы между работниками при пропорциональном сокращении рабочего времени и оплаты труда;
4. добровольный (досрочный) выход работников на пенсию с предоставлением им льгот и привилегий по размеру пенсионного обеспечения, медицинской страховке и т.д.
5. добровольное (по собственному желанию) увольнение работников при выплате им внушительных премий за принятое решение (см. выходное пособие).
6. заблаговременное оповещение работников о перспективе возможных (или неизбежных) сокращений в связи с закрытием предприятия или его подразделений. «Система раннего предупреждения» о грозящей опасности имеет целью дать работникам возможность подготовиться к предстоящим трудностям финансово и психологически;
7. аутплейсмент — обучение за счет компании увольняемых работников навыкам поиска работы, для того, чтобы они могли быстро найти себе новое место работы в другой компании;
8. помощь тем, кто после сокращения сохранил своё рабочее место. Исследования показывают, что «счастливчики», пережившие даунсаизинг, испытывают стресс не меньший, чем уволенные работники. Эти люди нуждаются в психологической поддержке, превентивной переподготовке и т.д.